# 比爾克·魯德
比爾克·魯德（挪威語：Birk Ruud，2000年4月2日—），挪威自由式滑雪運動員，他代表挪威隊參加了在中國舉行的2022年冬季奧林匹克運動會，並且在男子大跳台比賽上獲得金牌。